# Ernst Latzel
Ernst Latzel, uváděn též jako Ernest Latzel, (23. října 1844 Krnov – 9. května 1910 Krnov) byl stavitel a architekt v Krnově.

## Život
Narodil se v rodině stavitele Karla Latzela a Matyldy rozené Göbelové. Ernst Latzel byl majitelem nejstarší stavební firmy v Krnově. Byl stavitel i autor staveb pro majetné obyvatele Krnova a staveb veřejných. V roce 1889 přestavěl svůj dům podle vlastního návrhu. V domě bydlel a zároveň měl stavební kancelář (dům na Říčním okruhu 6 byl zbořen). V osmdesátých letech 19. století navrhoval vily továrníků v blízkosti jejich továren ve stylu novorenesance, novobarokním až po secesi. Příkladem může být výstavba továrny pro firmu A. Larisch a synové nebo v roce 1885 postavené vily v historizujícím stylu pro Aloise Larische juniora, Karla Larische a Rudolfa Larische. Jeho stavby povětšinou byly přestavěny, zejména tovární budovy v rámci rozšiřování a modernizace výroby. Jeho projekt honosného rodinného domu přebírali i další stavitelé.

## Dílo

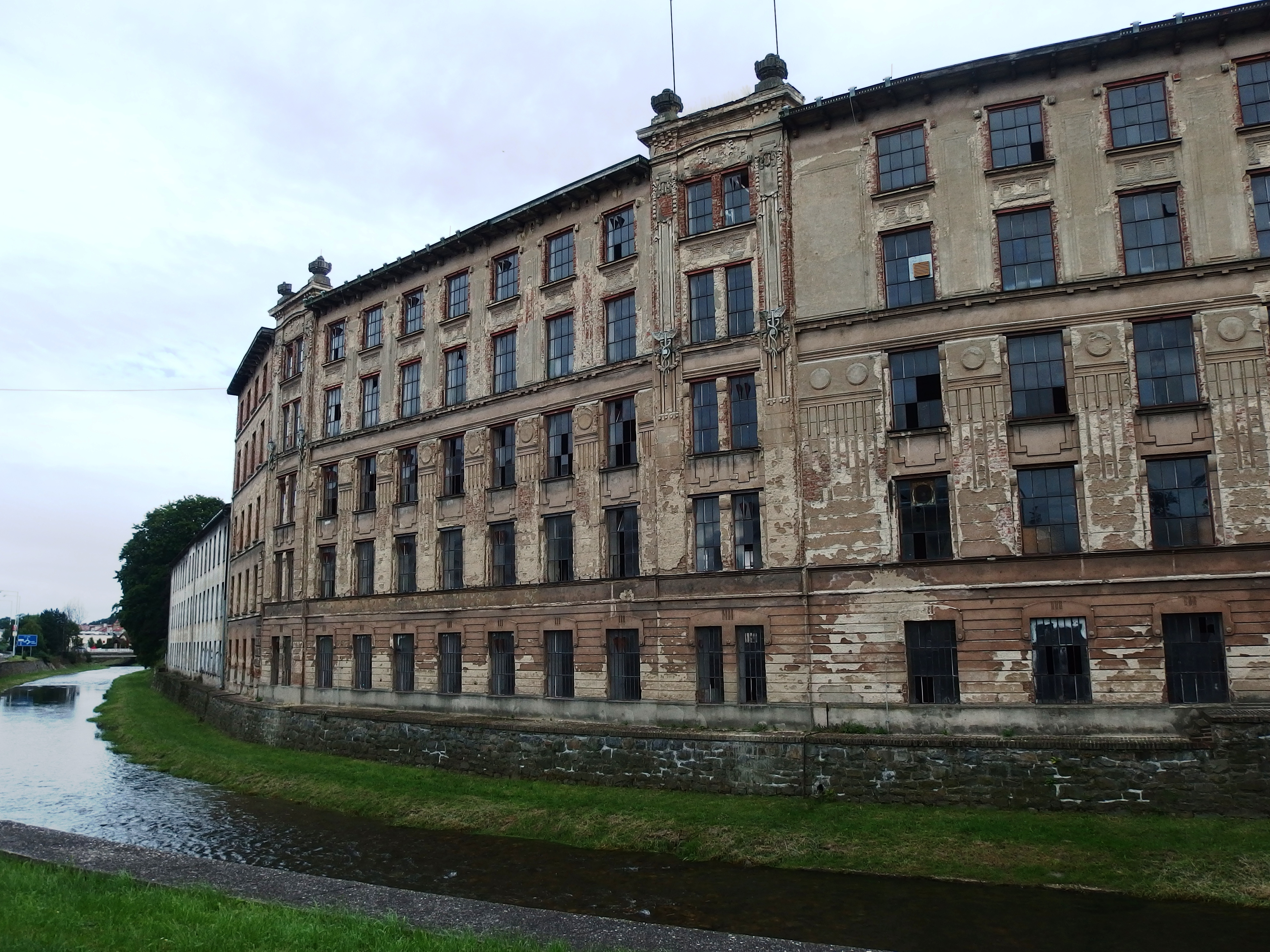
Nejstarší částí továrny na vlněné zboží Floriana Schmidta a synů je třípodlažní budova z roku 1882, na snímku levá část traktu.

- 1850 továrna na vlněné zboží Josef Alscher a synové (Na Ostrově 1, Opavské předměstí 1229), jedna z nejstarších budov(dochované plány z roku 1852 nesou signaturu Latzela[6]) postavená na vodním náhonu. Klasicizující průčelí s rizalitem a sochařskou výzdobou obrácenou k městu se už nedochovalo. Postupně byly přistavovány další budovy. V roce 1862 byla budova prodloužena a instalován parní stroj, do té doby pohon strojů přes transmise zajišťovala vodní kola. Další přístavba byla v roce 1870.[6][7]
- 1861 soukenická továrna Eduarda Föstra (od roku 1876 Franz Richter, továrna na vlněné zboží). Projekt třípodlažní budovy s podélným traktem a dvěma podélnými křídly. V roce 1890 byla upravena kotelna a postavená nová strojovna parního stroje podle Eduarda Franka.[8]
- 1861–1862 původní tovární budova továrny na vlněné zboží Aloise Larisch a synové. Původní budova v roce 1861 zvýšená a opatřena třípodlažními křídly.[9] Roku 1886 podle projektu E. Latzela byla postavena kotelna s novým parním kotlem a komínem. Společně byla postavena strojovna pro parní stroj a haly s šedovými střechami v roce 1886.[5] Další rozšíření byla v roce 1923 firmou Ed. Ast & Ingenieure, Troppau (železobetonové stropy hal číslo I. a II.) V roce 1919 firma Eduard Frank provedl zvýšení přádelny, dezinatury. Dnes Státní archív a muzeum.[10]
- 1871–1972 Krnovská synagoga byla postavena stavitelem Ernestem Latzelem v novorománském slohu a vysvěcena byla 5. června 1872 brněnským rabínem Dr. Baruchem Placzkem.[11] Jediný dochovaný templ s dvojicí věží v průčelí na Moravě a Slezsku.[12]
- 1875–1877 Vyšší reálka (gymnázium, Smetanův okruh 2, Horní předměstí 19). Novorenesanční budova školy se nachází na místě původního zemského domu, stavbě uvolnily místo i části Švédské zdi, knížecí konírny a palírna. Projekt byl vypracován už v roce 1875, stavitel Josef Hartel, průčelí od Ernsta Latzela.[13]
- 1882 továrna na vlněné zboží Florian Schmidt a syn (Karnola, Náměstí Míru 1, Opavské předměstí 152), na pravém břehu řeky Opavy E. Latzel postavil třípodlažní zděnou budovu s trámovými stropy, které byly později nahrazeny železobetonovými.[14] Další pětipodlažní secesní budovy pocházejí z přestaveb z roku 1902 a 1909 Franz Seidl, stavba Eduard Frank, 1912 firma Eduard Frank[p. 2]. Secesní průčelí je z roku 1902 od F. Seidla.[15]
- 1884–1885 Vila Hany Larischové (Říční okruh 4a, Horní předměstí 6), 1911-1913 přestavba na letní dům - Leopold Bauer
- 1884–1885 Vila Aloise Larische juniora (Dělnická 9, Horní předměstí 124) výstavba Ernst Latzel. 1920 přestavba Anton Köstler, Eugen Koch[16]
- 1884–1885 Hermanna Larische[p. 3] původně vystavěna pro strýce Karla Larische v novorenesančním slohu (Říční okruh 12a, Horní předměstí 6). 1911-1913 přestavba Leopold Bauer v 1926 [4]Evangelický kostel Husovo náměstí, Krnov

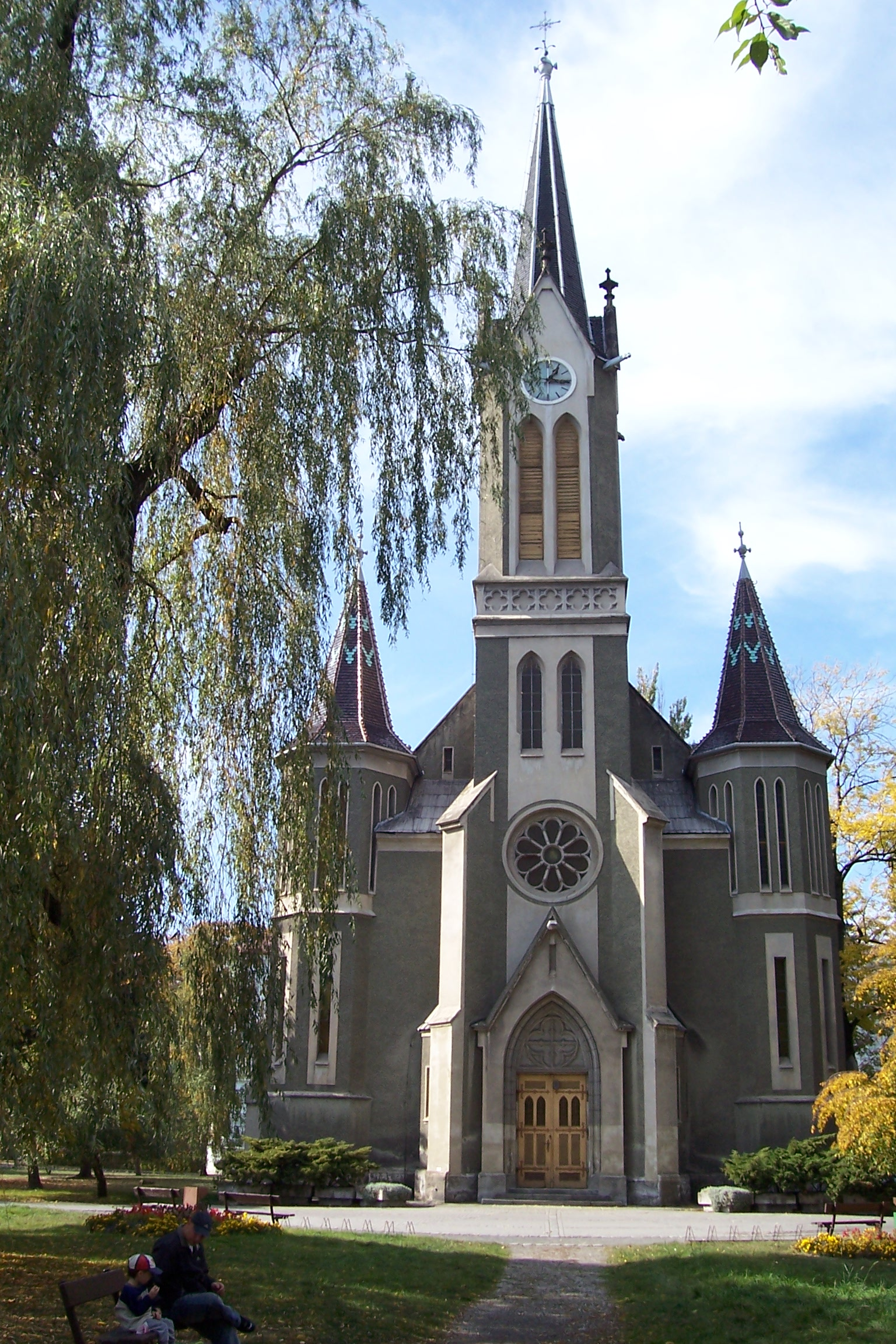
Evangelický kostel Husovo náměstí, Krnov

- 1886–1987 vila J. Steuera (Smetanův okruh 1, zbořeno)
- 1886 přestavba měšťanského domu (Základní škola umění, Hlavní nám. 9, Horní předměstí 42), průčelí v novorenesančním slohu. V roce 1946 adaptace na hudební školu (Josef Hubík).[17]
- 1887 přestavba továrny na varhany Rieger-Kloss, památkově chráněno novobarokní kovové oplocení areálu s bránou.[18]
- 1888 továrna na vlněné zboží Johan Chlupaczka (Pega, Textilní 6, Opavské předměstí 188). Plány na přestavbu budovy (obytná, se sklady a výrobní částí) strojovny pro parní stroj, kotelny a novou přízemní tovární budovu dodal E. Latzel. Původní dvou- a třípodlažní budovy byly postupně přestavěny na čtyř- a pětipodlažní objekty, letech 1921–1922 prodloužení východního křídla a zvýšení – firma Eduard Frank, 1931–1932 firmou Koch, Kindermann & Co.[19][20]
- 1890 Úpravna vlněného zboží Julius Götzel. V blízkosti vodního náhonu byla postavena zděná třípodlažní budova s dřevěnými stropy, které byly podpírána dřevěnými sloupy ve dvou řadách ve vyšších patrech, v přízemí strop podpíraly litinové sloupy. K budově byla přistavěna kotelna a strojovna parního stroje.[21][22]
- 1890–1892 Státní německá odborná tkalcovská škola (Základní umělecká škola, Náměstí míru 13, Opavské předměstí 151). Klasicistní budova, v přízemí členěná bosáž, v patře římsové pilastry.[23]
- 1891 nájemní dům F. Ludwiga (Smetanův okruh 5, zbořen).
- 1891 vila Johanna Chlupaczky, původní stavbu Ernsta Latzela přestavěl do dnešní barokní podoby v letech 1923–1926 Leopold Bauer.[24]
- před 1894 (úpravy 1904) Výletní restaurace Gottfrieda Grünspana (charitativní domov), členitá stavba ve stylu horských chat.[25]
- 1896 pavilon kluziště (restaurace, Říční okruh 10, Horní předměstí 123). První návrh na kluziště je z roku 1879. Teprve změněný projekt z listopadu 1896 byl realizován. V duchu romantizmu se severskými motivy byla stavba doplněna dřevěnou věžičkou. V pavilonu se nacházela restaurace, vestibul s šatnou a prostorem pro připínání bruslí (zvlášť pro muže a pro ženy), v patře byla galerie pro muzikanty. V roce 1922 byl objekt přestavěn a v 50. letech 20. století přeměněn na restauraci.[26]Fara u kostela sv. Martina

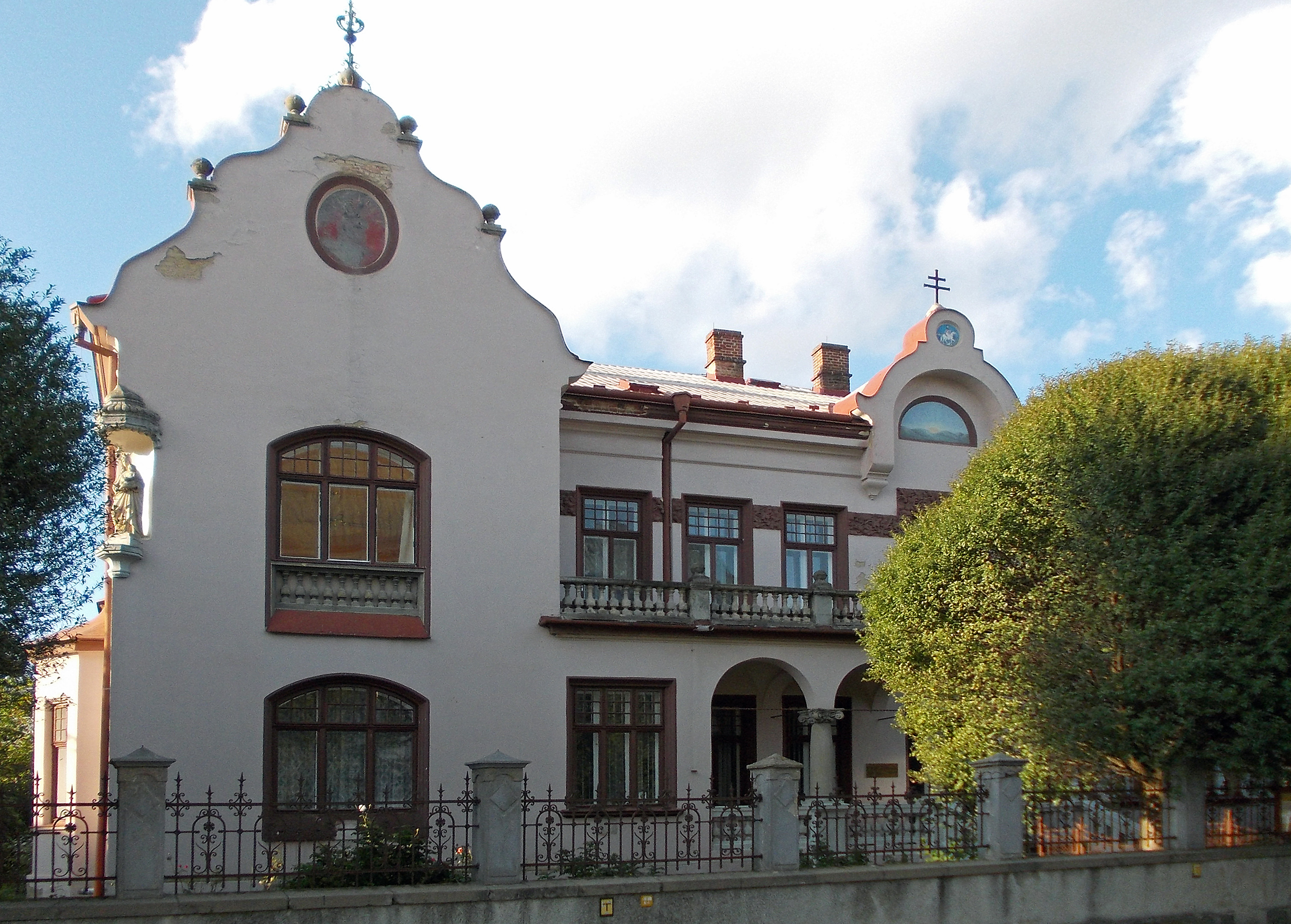
Fara u kostela sv. Martina

- 1900–1903 Evangelický kostel, projekt Franz Blasch[p. 4], stavbu uskutečnil stavitel Ernst Latzel (trojlodní neogotická stavba, Husovo náměstí, Horní předměstí)[27][28]
- 1902 obřadní síň židovského hřbitova byla v listopadu 1938 zničena místo Krnovské synagogy (Křišťálová noc).[12]
- 1902–1903 továrna bratří Kulků (Krnovská továrna na sukna a.s. dnes Spojené slévárny s.r.o., 9. května 21, Opavské předměstí 527). Komplex budov, centrální haly s šedovými střechami, typický příklad průmyslových staveb dané doby, které přebírají architektonické prvky z renesance a klasicismu, objekty zdobí patrové a korunní římsy se zubořezy, lizény, segmentová okna nebo termální okna.[29][30]
- 1902–1903 výstavba Lichtenštejnovy rozhledny na Cvilíně podle plánů Ernsta Latzela pro Moravskoslezský sudetský horský spolek a město, za podpory Jana II. z Lichtenštejna.[31]
- 1903 nájemní dům Josefa Neumanna dnešní Městská knihovna (Soukenická 29, Horní předměstí 135). Jedno patrový novobarokní dům, ve skoseném nároží válcovitý arkýř s věžičkou. Obytný dům byl v roce 1954 upraven pro potřeby městské knihovny. V roce 1989 byla provedena přístavba nové budovy s čítárnou a v roce 2003 prošla Městská knihovna celkovou rekonstrukcí.[32]
- 1910 mezi poslední zakázky stavitele Ernsta Latzela patří přestavba katolické fary (Náměstí Osvobození 7, Horní Předměstí 27). Budova fary z oku 1779 byla přestavěna do nové secesní podoby s historizujícími prvky.[33]